# Личная жизнь
Личная жизнь — совокупность отношений, событий, интересов и активностей, касающихся индивида в его частной сфере, вне общественной деятельности. Личная жизнь — это жизнь человека, как сумма личного выбора. Концепция «личной жизни» характерна для западной культуры. Определяется наличием свободного времени.
Понятие личной жизни также имеет тенденцию ассоциироваться с:
- тем, как люди одеваются,
- тем, какую пищу они едят,
- тем, как они учатся и получают дальнейшее образование,
- хобби, досугом и культурными интересами.

В развитых странах повседневная жизнь человека зависит от использования в свободное время бытовой электроники (компьютеры и Интернет, мобильные телефоны).
Другие факторы, влияющие на личную жизнь, включают здоровье человека, личные отношения, домашних животных, а также дом и личное имущество. В личной жизни человек выстраивает свои отношения с другими личностями (создаёт личные связи), заботится о собственном здоровье, благополучии, развивается сам как личность, проводит свободное время и так далее. Личная жизнь включает в себя сферы семейных отношений, личной интимности, дружбы, хобби, отдыха, а также важные для личности моменты, такие как саморазвитие, самопознание и духовные поиски. Она представляет собой сферу, защищённую правом на приватность и личное пространство (зона комфорта).
Жители западных стран склонны ценить конфиденциальность (конфиденциальность информации, решений; интимных подробностей), у них есть ожидания свободы от чрезмерного контроля со стороны других.

## История и эволюция

### История
После периода охотников-собирателей, личная жизнь древних народов была ограничена необходимостью удовлетворения основных потребностей (еда, кров) путём ведения натурального хозяйства; свободного времени было мало.
До современных технологий, облегчивших проблемы экономического дефицита и выживания (включая воду, еду и защиту от непогоды), люди выживали благодаря навыкам выживания. В сообществе было мало конфиденциальности, и люди идентифицировали друг друга в соответствии со своей социальной ролью. Рабочие места распределялись по необходимости, а не по личному выбору.
Люди древних культур в первую очередь рассматривали свое существование в аспекте более широкого социального целого, часто имеющего мифологическую основу, которая определяла место человека по отношению к космосу. Люди в таких культурах считают себя частью племени, Церкви, нации.
В античной Греции и Риме личная жизнь тесно связывалась с общественным статусом и социальными ожиданиями. Человек был частью общины, и его личная жизнь была по большей части определена обществом, семьёй и религиозными догмами. В средние века влияние религии и традиций было особенно сильным, ограничивая свободу личного выбора и самовыражения.
Эволюция личной жизни продолжалась в период Просвещения, когда начали формироваться новые идеи о свободе личности и индивидуальных правах. Отношение к личной жизни стало меняться под воздействием философских течений, пропагандирующих индивидуализм и свободу.

### Эволюция
С развитием общества, технологий и изменениями в мировой культуре, понятие личной жизни также претерпело значительные изменения. Например, в XVII—XIX веках сформировались новые представления о личной жизни в связи с возникновением индивидуализма и ростом значимости личных чувств и эмоций.
Английский философ Джон Локк был пионером обсуждения концепции прав личности и продвигал естественные права человека на жизнь, свободу и собственность. Он включил стремление к счастью в число целей человека.

### Современность
Понятие личной жизни является артефактом современного западного общества. Особенно большое значение придаётся конфиденциальности. Начиная с колониального периода американцам был присущ индивидуализм и стремление к самоопределению. Декларация независимости Соединённых Штатов и Конституция явно возводят стремление к счастью и ожидание неприкосновенности частной жизни к уровню прав.
Личная жизнь продолжает эволюционировать под воздействием социокультурных трансформаций, развития технологий, и изменений в ценностях общества.
Джордж Лакофф рассматривает метафору жизни как " путешествия ", что сравнимо с традиционной китайской концепцией Дао.
Современные люди склонны отделять свою рабочую деятельность от личной жизни и стремятся к балансу между работой и личной жизнью. Выбор предпочтений человека вне работы определяют личную жизнь, а именно выбор хобби, культурных интересов, манеры одежды, спутника жизни, друзей и так далее.
Современные люди стали думать о своей личной жизни отдельно от работы . Была принята парадигма от девяти до пяти, рассматривающая работу и отдых как отдельные понятия; человек либо находится на работе, либо нет, и переход происходит резко. У сотрудников есть определённые часы, в которые они обязаны работать, не в свободное от работы время. Ставится задача достижения «надлежащего» баланса между работой и личной жизнью.
Но даже в XXI веке вопросы выживания доминируют во многих странах и обществах. Население третьего мира (Африка и Азия), погрязшее в нищете, не имеющее технологий, надежного жилья или надежных источников продовольствия, не может себе позволить понятия «личная жизнь», " самореализация ", «личная реализация» или " частная жизнь ".
Для религиозных авторитетов, и гуру личностного развития концепция индивидуальной жизни является точкой опоры для потенциального контроля и манипуляции.

## Досуг
Исследование использования свободного времени в США (2007 год) показало, что ежедневное свободное время лиц старше 15 лет в среднем составляет 4,9 часа. Из них более половины (2,6 часа) смотрели телевизор, и только 19 минут были посвящены активным занятиям спортом и физическими упражнениями
Досуг можно разделить на пассивный, когда не требуется никаких реальных усилий, и активный, когда требуется значительная физическая или умственная энергия.
Пассивная деятельность, предполагающая просто расслабление без каких-либо особых усилий, включает:
- просмотр телевизора
- прослушивание музыки
- просмотр спортивных мероприятий
- поход в кино.

Активная деятельность может быть более или менее интенсивной:
- ходьба
- бег трусцой
- езда на велосипеде
- теннис или футбол
- шахматы
- писательское творчество

## Конфиденциальность
Под конфиденциальностью понимается:
- информационная конфиденциальность
- конфиденциальность принятия решений.

Первое касается права быть оставленным в покое в отношении интимных подробностей личной жизни, второе касается свободы от неправомерного регулирования и контроля.
Конфиденциальность личной жизни — это важное понятие, которое означает право человека на уважение своей личной жизни и личных данных. Оно предполагает, что каждый человек имеет право на неприкосновенность своей жизни, семьи и дома, а также на защиту своей частной информации от нежелательного разглашения. Это понятие связано с уважением к личной автономии, свободе и самоопределению.
Конфиденциальность личной жизни стала особенно актуальной в контексте цифровой эпохи, когда большое количество личных данных хранится и обрабатывается в сети. Повседневные действия, такие как использование социальных сетей, онлайн-покупки, медицинские записи и даже обычная переписка, оставляют цифровые следы, которые могут быть использованы без согласия владельца этих данных. Это вызывает важные вопросы о том, кто имеет право на доступ к личной информации и как эта информация может быть использована.
Основные аспекты конфиденциальности личной жизни включают в себя защиту персональных данных, приватность в цифровой среде, защиту от нежелательного наблюдения и слежки, а также защиту от клеветы и незаконного использования личной информации.
Когда речь идёт о конфиденциальности в онлайне, важно помнить о соблюдении правил конфиденциальности и безопасности в интернете. Это может включать обращение внимания на параметры приватности в социальных сетях, использование безопасных паролей, двухфакторной аутентификации и обращение внимания на репутацию сервисов, которым вы доверяете свои данные.